# Salvation (álbum de Alphaville)
Salvation es el quinto álbum de estudio de la banda de synth pop alemana Alphaville, publicado en Europa el 1 de septiembre de 1997 y en los Estados Unidos en 1999 con diferente imagen de portada y tres nuevas canciones. Tres canciones del álbum fueron publicadas como sencillos, Wishful Thinking (1997), Flame (1999) y Soul Messiah (1999).

## Lista de canciones
| N.º | Título                 | Duración |  |
| 1.  | «Inside Out»           | 5:17     |  |
| 2.  | «Monkey in the Moon»   | 3:53     |  |
| 3.  | «Guardian Angel»       | 4:14     |  |
| 4.  | «Wishful Thinking»     | 3:48     |  |
| 5.  | «Flame»                | 3:49     |  |
| 6.  | «Point of Know Return» | 5:52     |  |
| 7.  | «Control»              | 3:31     |  |
| 8.  | «Dangerous Places»     | 3:58     |  |
| 9.  | «Spirit of the Age»    | 4:31     |  |
| 10. | «Soul Messiah»         | 4:53     |  |
| 11. | «New Horizons»         | 5:35     |  |
| 12. | «Pandora's Lullaby»    | 4:30     |  |